# Aksel Mark
Aksel Mark (* 7. Junijul. / 20. Juni 1913greg. auf dem Hof Otsa, damals Dorf Krootuse, Kirchspiel Kanepi, Livland, Russisches Kaiserreich, heute Landgemeinde Kanepi, Estland; † 17. Juni 2014 in Uppsala, Schweden) war ein estnischer Agrarwissenschaftler und Journalist. Während der sowjetischen Besetzung Estlands engagierte sich Mark in exil-estnischen Organisationen in Schweden und war mehrere Jahre Minister in der estnischen Exilregierung.

## Leben

### Frühe Jahre
Aksel Mark wurde im Süden des heutigen Estland auf dem elterlichen Hof Otsa geboren. Sein Vater, August Mark (1883–1953), und seine Mutter, Anna Karoline Mark (geb. Raig, 1887–1945), waren sowohl gesellschaftlich wie auch politisch aktiv.
Aksel Mark schloss 1926 die Grundschule in Kanepi und 1931 das Gymnasium in Võru ab. Bis 1937 studierte er an der Landwirtschaftlichen Fakultät der Universität Tartu.
Nach seinem Studium war er als Consultant für die Vermarktung von landwirtschaftlichen Produkten unter anderem in Narva, Elva und Viru-Jaagupi tätig. Von 1941 bis 1944 arbeitete er als Agronom in Rakvere und als Chefagronom in Virumaa. Früh betätigte er sich journalistisch, unter anderem für die Lokalzeitung Virumaa Teataja.

### Exil in Schweden
Während des Zweiten Weltkriegs gelang Mark mit seiner Familie 1944 die Flucht nach Finnland, dann weiter nach Schweden. Er arbeitete dort an der Versuchsabteilung der Königlichen Landwirtschaftsakademie zunächst in Stockholm und ab 1950 in Uppsala.
In Schweden blieb Mark politisch, kulturell und gesellschaftlich in exil-estnischen Kreisen engagiert. 1947 war er Mitbegründer der Estnischen Demokratischen Union (Eesti Demokraatlik Unioon). Darüber hinaus war er in führenden Funktionen bei zahlreichen weiteren exil-estnischen Organisationen aktiv. Von 1979 bis 1983 war Mark Vorsitzender des Estnischen Nationalrats (Eesti Rahvusnõukogu). Über viele Jahre war er Chefredakteur der in Stockholm herausgegebenen estnischen Exilzeitung Teataja und von 1993 bis 2002 deren letzter verantwortlicher Herausgeber. Oft schrieb er unter dem Pseudonym Hööveldaja („Hobel“).
Aksel Mark war über viele Jahre Minister in den estnischen Exil-Regierungen: Vom 10. September 1956 bis zum 1. Januar 1962 im Kabinett Sikkar (Minister ohne Geschäftsbereich), vom 1. Januar 1962 bis zum 1. März 1964 im Kabinett Warma (Innenminister), vom 1. März 1964 bis zum 8. Mai 1971 im Kabinett Kint (Innenminister), vom 8. Mai 1971 bis zum 20. Juni 1990 im Kabinett Mark (Innenminister) und vom 20. Juni 1990 bis zum 7. Oktober 1992 im Kabinett Penno.
Am 20. August 1990 erklärte Estland seine Loslösung von der Sowjetunion und die Wiederherstellung der staatlichen Unabhängigkeit. Am 5. Oktober 1992 trat das erste freigewählte estnische Parlament (Riigikogu) unter der neuen Verfassung zusammen. Am Folgetag trat der neu gewählte estnische Staatspräsident Lennart Meri sein Amt an. Einen Tag später erklärte der Leiter der estnischen Exilregierung, Aksel Marks Bruder Heinrich Mark, in einer feierlichen Erklärung an die Abgeordneten des Parlaments die Übergabe seiner Vollmachten an die demokratisch gewählten Staatsorgane der Republik Estland.
Im Jahr 1999 wurde Aksel Mark für seine Verdienste durch den estnischen Staatspräsidenten Lennart Meri der Orden des Staatswappens (IV. Klasse) verliehen.
Aksel Mark starb im Juni 2014 kurz vor seinem 101. Geburtstag in Uppsala. Er wurde auf dem Friedhof von Kanepi in seiner estnischen Heimat beigesetzt.

### Privatleben
Alle die drei Brüder von Aksel Mark waren eng mit der Geschichte Estlands im 20. Jahrhundert verbunden: Adolf (Aadu) Mark (1905–1947) wurde 1944 von den sowjetischen Besatzungsbehörden verhaftet; er starb drei Jahre später in einem sowjetischen Gulag im sibirischen Norilsk. Albert (Alvard) Mark (1907–1945) wurde als estnischer Widerstandskämpfer („Waldbruder“) von den sowjetischen Behörden umgebracht. Heinrich Mark (1911–2004) gelang wie Aksel die Flucht nach Schweden; er war ebenfalls in estnischen Exilkreisen politisch und gesellschaftlich aktiv und von 1990 bis 1992 letztes Staatsoberhaupt der Republik Estland im Exil.
Aksel Mark war mit Anu Mark (geb. Bullis, 1910–1982) verheiratet. Er hatte drei Töchter, darunter die estnisch-amerikanische Pädagogin Mari Mark-Hershey (1943–1972).